# Gianni Dal Maso
Gianni Dal Maso (ur. w 1954 roku w Vicenzy) – włoski matematyk, profesor Scuola Internazionale Superiore di Studi Avanzati (SISSA). Specjalizuje się w rachunku wariacyjnym, równaniach różniczkowych cząstkowych i zastosowach matematyki w mechanice.

## Życiorys
Urodził się w 1954 roku w Vicenzy. W latach 1973-1977 studiował na Uniwersytecie w Pizie i w Scuola Normale Superiore di Pisa. W latach 1982-1985 pracował na Università degli Studi di Udine. W 1985 roku związał się z SISSA, gdzie od 1987 roku jest profesorem.
Wypromował 27 doktorów.
Autor ponad 170 artykułów naukowych. Swoje prace publikował m.in. w „Archive for Rational Mechanics and Analysis”, „Calculus of Variations and Partial Differential Equations”, „Journal of Functional Analysis”, „Acta Mathematica" i „Journal für die Reine und Angewandte Mathematik”.
W 2012 roku uzyskał prestiżowy granty ERC.
W roku 1990 otrzymał Premio Caccioppoli, a w 2005 Premio Amerio.